# トマス・アラウージョ
- トマス・アラウホ

トマス・レモス・アラウージョ（Tomás Lemos Araújo, 2002年5月16日 - ）は、ポルトガルのブラガ県ビラ・ノバ・デ・ファマリカオ出身のプロサッカー選手。プリメイラ・リーガのSLベンフィカ所属。ポジションはディフェンダー。

## 経歴
2016年に14歳でSLベンフィカのアカデミーに加入し、2018年5月22日に最初のプロ契約を結んだ。
2020年9月19日にベンフィカのBチームでプロデビューした。
2021年1月16日、アカデミカ・コインブラ戦でプロ初得点を記録した。3月21日にベンフィカと契約延長に合意した。12月15日、ベンフィカのトップチームで初出場した。
2022年2月27日のヴィトーリアSC戦にてプリメイラ・リーガの公式戦に初出場した。7月27日ジル・ヴィセンテFCへ期限付き移籍した。
2022-23シーズンからベンフィカに復帰した。
2023年7月24日にベンフィカと2028年までの契約延長に合意した。10月3日のインテル・ミラノ戦にて、UEFAチャンピオンズリーグの試合に初出場した。

## 代表歴
2019年のUEFA U-17欧州選手権にポルトガル代表で出場した。
2023年のUEFA U-21欧州選手権にポルトガル代表で出場した。
2024年のUEFAネーションズリーグにて、負傷したゴンサロ・イナシオの代替としてポルトガルA代表に初招集されたが、出場はなかった。

## タイトル

### クラブ
ベンフィカ
- スーペルタッサ・カンディド・デ・オリベイラ：1回（2023年）